# قعفور (سلیانه)
قعفور (به عربی: قعفور) یک منطقهٔ مسکونی در تونس است که در استان سلیانه واقع شده‌است. قعفور ۱۰٬۲۷۲ نفر جمعیت دارد.